# Luigi Villoresi
Luigi Villoresi (Milánó, 1909. május 16. – Modena, 1997. augusztus 24.) olasz Formula–1-es pilóta. Öccse, Emilio szintén autóversenyző volt.

## Pályafutása
Luigi a második világháború előtt megrendezett nagydíjversenyek sikeres résztvevője volt. A Formula–1-es világbajnokság kezdetekor már 41 éves volt, de még mindig elég gyorsan hajtott ahhoz, hogy 1949-ben megnyerje a holland nagydíjat. Miután hosszú éveket töltött az Alfa Romeonál és a Maseratinál, 1949-ben a Ferrarihoz szerződött. 1956-ban a Maserati képviseletében tért vissza, de a világbajnokságon kívül megrendezett római nagydíjon súlyos balesetet szenvedett, majd befejezte sportpályafutását.

## Eredményei
Teljes Formula–1-es eredménysorozata
(Táblázat értelmezése)

(Félkövér: pole-pozícióból indult; dőlt: leggyorsabb kört futott) 

| Év   | Csapat                    | Modell        | Motor               | 1      | 2      | 3      | 4      | 5        | 6      | 7       | 8        | 9      | Helyezés | Pont    |
| ---- | ------------------------- | ------------- | ------------------- | ------ | ------ | ------ | ------ | -------- | ------ | ------- | -------- | ------ | -------- | ------- |
| 1950 | Scuderia Ferrari          | Ferrari 125   | Ferrari V12         | GBR    | MON Ki | 500    | SUI Ki | BEL 6    | FRA NI | ITA     |          |        | -        | 0       |
| 1951 | Scuderia Ferrari          | Ferrari 375   | Ferrari V12         | SUI Ki | 500    | BEL 3  | FRA 3  | GBR 3    | GER 4  | ITA 4   | ESP Ki   |        | 5.       | 15 (18) |
| 1952 | Scuderia Ferrari          | Ferrari 500   | Ferrari Straight-4  | SUI    | 500    | BEL    | FRA    | GBR      | GER    | NED 3   | ITA 3    |        | 8.       | 8       |
| 1953 | Scuderia Ferrari          | Ferrari 500   | Ferrari Straight-4  | ARG 2  | 500    | NED Ki | BEL 2  | FRA 6    | GBR Ki | GER 8 * | SUI 6    | ITA 3  | 5.       | 17      |
| 1954 | Officine Alfieri Maserati | Maserati 250F | Maserati Straight-6 | ARG    | 500    | BEL    | FRA 5  | GBR Ki * | GER NI | SUI     | ITA Ki   |        | 20.      | 2       |
| 1954 | Scuderia Lancia           | Lancia D50    | Lancia V8           |        |        |        |        |          |        |         |          | ESP Ki | 20.      | 2       |
| 1955 | Scuderia Lancia           | Lancia D50    | Lancia V8           | ARG Ki | MON 5  | 500    | BEL    | NED      | GBR    | ITA NI  |          |        | 20.      | 2       |
| 1956 | Scuderia Centro Sud       | Maserati 250F | Maserati Straight-6 | ARG    | MON    | 500    | BEL 5  |          |        |         |          |        | 22.      | 2       |
| 1956 | Luigi Piotti              | Maserati 250F | Maserati Straight-6 |        |        |        |        | FRA Ki   | GBR 6  | GER Ki  |          |        | 22.      | 2       |
| 1956 | Officini Alfieri Maserati | Maserati 250F | Maserati Straight-6 |        |        |        |        |          |        |         | ITA Ki † |        | 22.      | 2       |

## Fordítás
- Ez a szócikk részben vagy egészben  a   Luigi Villoresi című angol Wikipédia-szócikk fordításán alapul.  Az eredeti cikk szerkesztőit annak laptörténete sorolja fel. Ez a jelzés csupán a megfogalmazás eredetét és a szerzői jogokat jelzi, nem szolgál a cikkben szereplő információk forrásmegjelöléseként.

## Külső hivatkozások
- Profilja a grandprix.com honlapon (angolul)
- Profilja a statsf1.com honlapon (angolul)
- Profilja a driverdatabase.com honlapon (angolul)